# Legio I Minervia
Legio I Minervia (ou  primeira legião de Minerva) foi uma legião do exército imperial romano recrutada pelo imperador Domiciano em 82. O último registro de atividade desta legião data do século IV, na fronteira do Reno. O símbolo desta legião era uma imagem da sua protetora, a deusa Minerva.

## História
A I Minervia foi criada por Domiciano em 82 para integrar a sua campanha contra a tribo germânica dos catos. Após este conflito a legião foi aquartelada na cidade de Bona, que seria a sua base principal nos séculos seguintes. Em 89, a I Minervia colaborou na supressão de uma revolta do governador da Germânia Superior e, como agradecimento Domiciano, concedeu-lhe o cognome de "Pia Fidelis Domitiana" ("Leal e fiel a Domiciano").
Entre 101 e 106, a I Minervia participou nas Guerras Dácias de Trajano. Seu comandante durante este conflito foi o futuro imperador Adriano e o mérito das suas ações concedeu à legião a honra de figurar na Coluna de Trajano, o monumento erigido para comemorar os acontecimentos, um privilégio concedido a apenas quatro legiões. Após a pacificação da Dácia, a I Minervia regressou ao acampamento de Bona e, juntamente com a XXX Ulpia Victrix, estacionada em Castra Vetera (moderna Xanten, na Alemanha), participou em diversas atividades de construção civil ao longo das décadas seguintes. 
A I Minervia esteve sempre associada aos exércitos do Reno, mas, apesar disso, a legião (ou suas vexillationes) participou em operações noutros pontos do Império, como a Guerra romano-parta de 161-166, sob a liderança de Lúcio Vero, as Guerras marcomanas (166–180), na época de Marco Aurélio, a campanha contra os caúcos (173), na Gália Belga, comandada pelo governador Dídio Juliano e a defesa de Lugduno (moderna Lyon, na França) entre 198 e 211, a capital da Gália Lugdunense.
Durante a crise do terceiro século, a I Minervia teve um papel político relevante ao apoiar a ascensão ao poder de diversos imperadores e facções distintas, inclusive Sétimo Severo, Heliogábalo, Alexandre Severo e os governantes do Império Gálico, que existiu entre 260 e 274. Em 353, Bona foi conquistada pelos francos e a I Minerva desaparece das fontes. Não há, no entanto, referências à sua destruição neste conflito. 